# 크리스텐 라운키에르
크리스텐 크리스티안센 라운키에르(Christen Christiansen Raunkiær, 1860년 3월 29일~1938년 3월 29일)은 덴마크의 생태학자이다. 라운키에르의 생활형으로 유명하다. 식물을 지중식물, 지표식물, 반지하식물, 지중식물, 습지식물, 습생식물로 분류했다.